# Hagestein

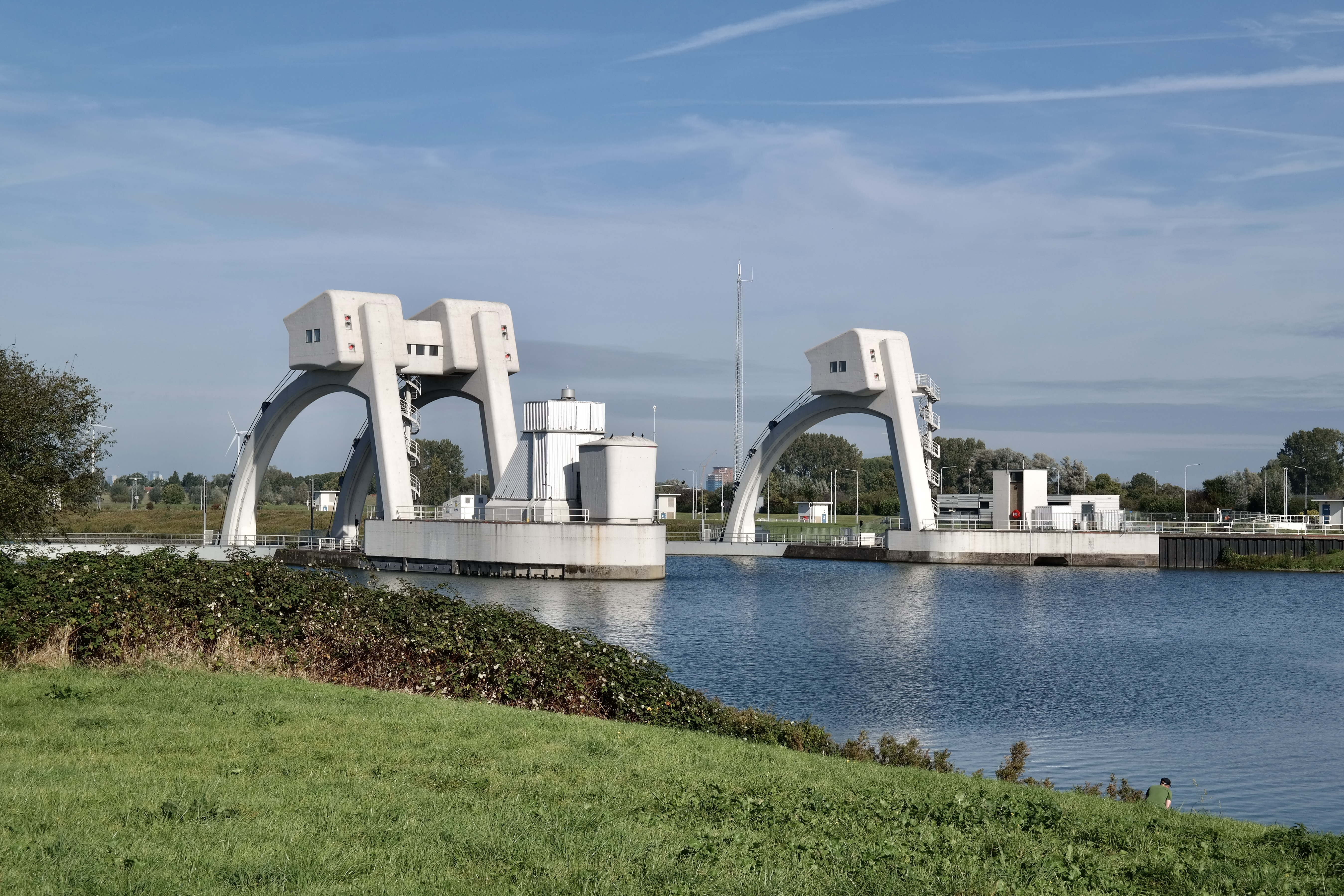
Stuw Hagestein

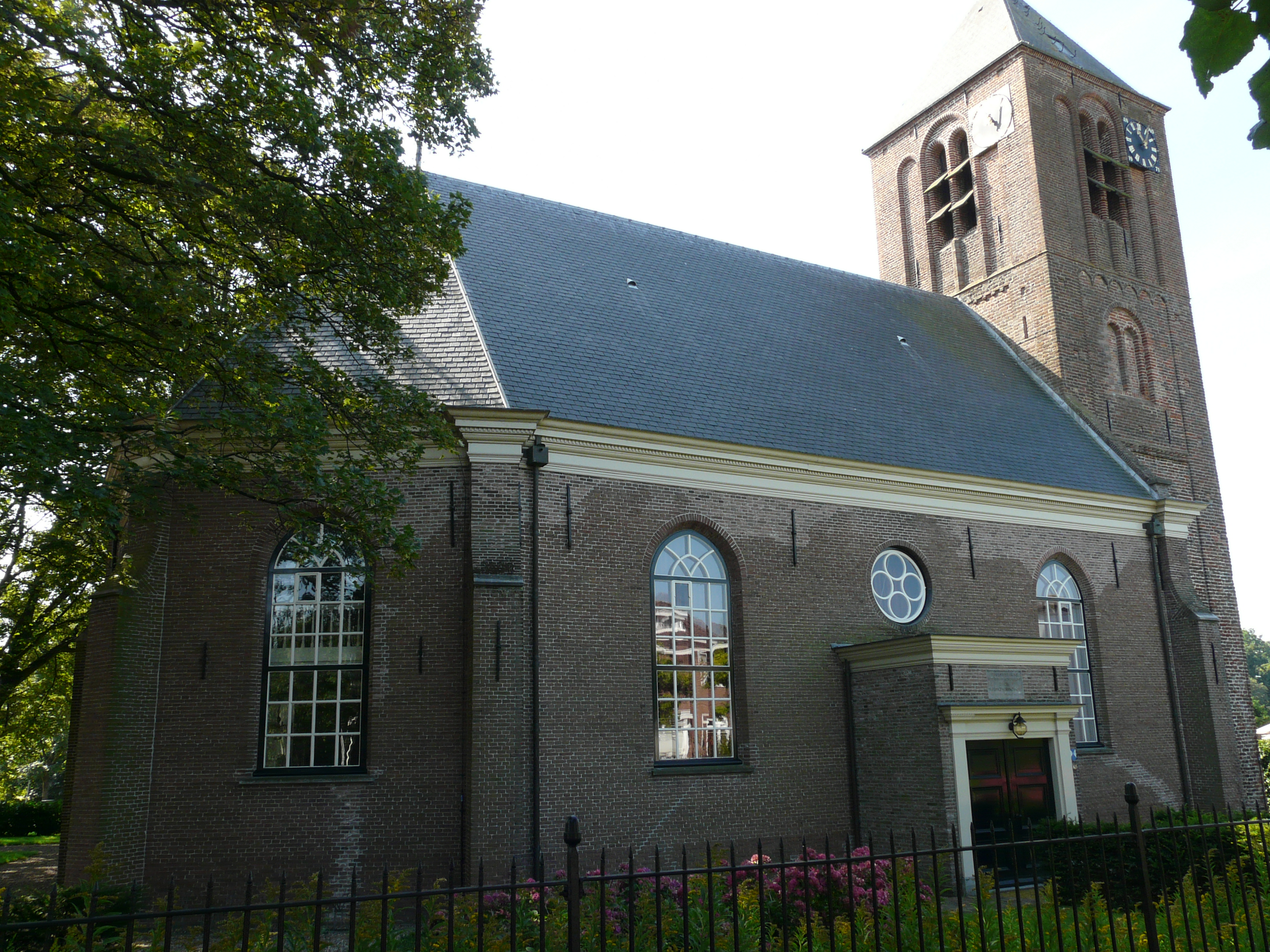
Hervormde kerk

Hagestein is een dorp in de Vijfheerenlanden aan de Lek, sinds 1 januari 2019 behorend tot de gemeente Vijfheerenlanden in de Nederlandse provincie Utrecht. Hagestein beschikt over een Hervormde kerk en een basisschool.

## Geschiedenis
Voordat het slot Hagestein werd gebouwd, heette de nederzetting Gasperde. In 1382 verkreeg Gasperde stadsrechten van Jan V van Arkel, maar in 1405 werd het tot de grond toe afgebroken. Later ontstond op de plaats van Gasperde de plaats Hagestein. Op 1 januari 1812 werd Hagestein bij de gemeente Everdingen gevoegd, om daar op 1 januari 1818 weer van te worden afgesplitst. Op 1 januari 1821 ging Hagestein van de provincie Utrecht over naar de provincie Zuid-Holland. De gemeente werd op 1 januari 1986 opgeheven en bij Vianen gevoegd. Samen met Vianen werd Hagestein in 2002 weer een deel van de provincie Utrecht.

## Kasteel Hagestein
In 1251 droeg Gijsbert van Gevengoie (van Goye) slot Hagestein op aan graaf Otto II van Gelre. Hij kreeg het daarna, zoals destijds gewoon was, weer als erfleen terug. Daarna belandde het in handen van Jan V van Arkel die in 1382 stadsrechten verleende aan Gasperden. Na de verovering op Jan V van Arkel in 1405 door Willem VI, graaf van Holland, werd het kasteel evenals het stadje Gasperden tot de grond toe afgebroken waarbij de stadsrechten verloren gingen.
Omdat de bisschop van Utrecht, Frederik III van Blankenheim, mee had geholpen bij de verovering kreeg deze als dank de zeggenschap over Hagestein.
De bisschop van Utrecht gaf in 1484 het Land van Hagestein in leen aan Jan heer van Egmond, een nakomeling van Jan van Arkel, die zich er niet voor schaamde de bisschop te herinneren aan zijn erfelijke rechten op Hagestein. 
In 1510 deed Jan van Egmond voor vierendertighonderd pond afstand van Hagestein. Sindsdien was Hagestein het gezamenlijk bezit van de kapittels van de Dom en van Oudmunster in Utrecht. 
Ze lieten er in 1546 naar ontwerp van Marcelis Keldermans en Willem van Noort een nieuw slot bouwen. Ook dit kasteel werd uiteindelijk, in 1855, afgebroken. De kapittels verkochten Hagestein in 1675 aan de George Frederik van Waldeck-Eisenberg, die tevens graaf van Culemborg was.
Hagestein is vooral bekend door de stuw in de Lek nabij deze plaats.

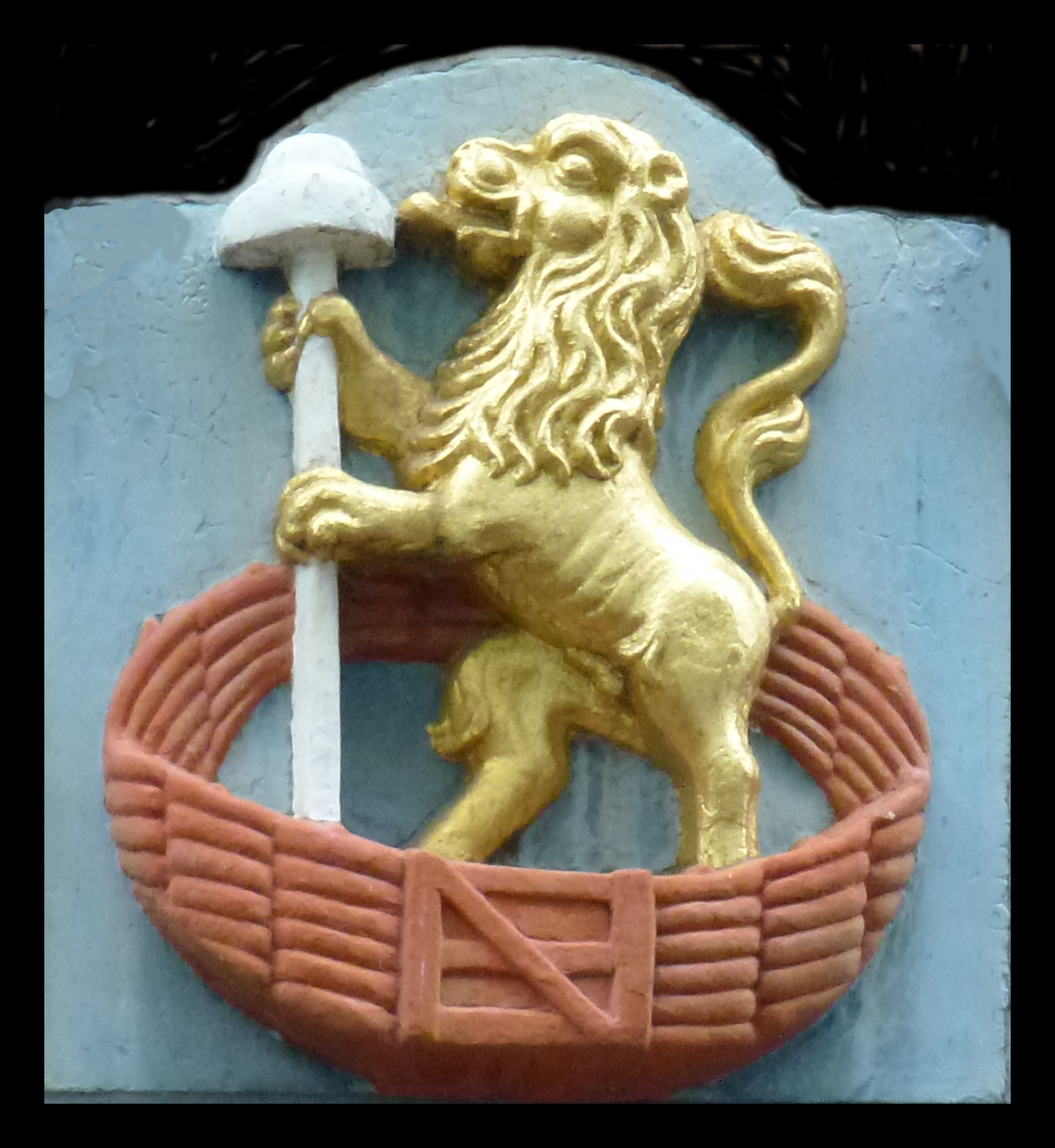
Verovering van Kasteel Hagestein

## Geboren in Hagestein
- Frans van der Gun (1918-2001), CDA-politicus